# تحليل آلي

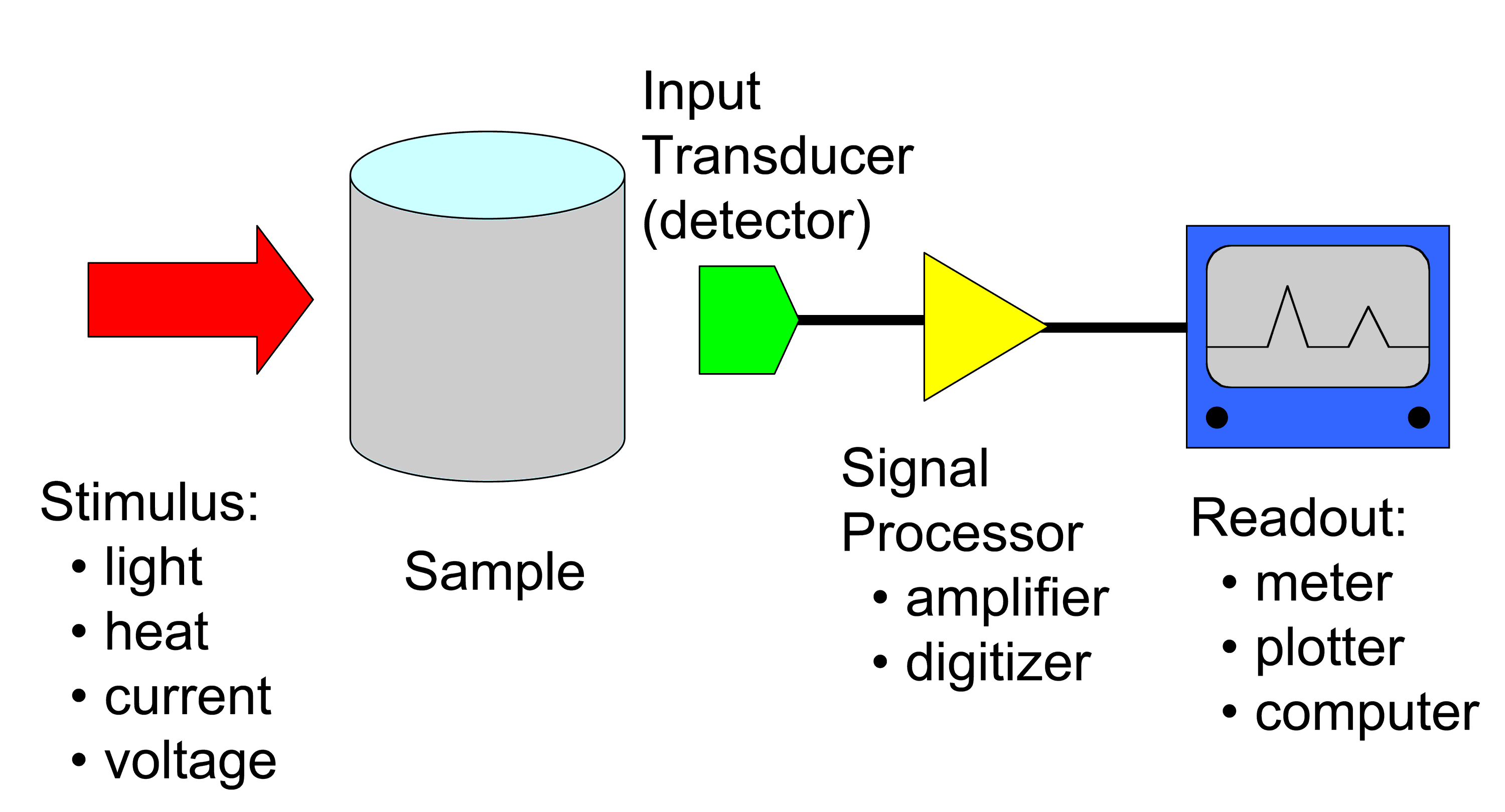

التحليل الآلي هو فرع من الكيمياء التحليلية الذي يدرس كيفية تحليل المواد الكيميائية بشكل نوعي أو كمّي باستخدام وسائل التحليل الحديثة.

## التحليل الآلي والتحليل الكلاسيكي
يصنف التحليل الكيميائي إلى تحليل آلي و تحليل كلاسيكي، و التحليل الكلاسيكي يعني التحليل القديم أو التحليل القديم (التقليدي)، كالتحليل الوزني والتحليل الحجمي، وحتى العشرينيات من القرن العشرين اقتصرت طرق التحليل على طرق التحليل الكلاسيكية تقريباً وطوّر الباحثون طرقاَ كلاسيكية لتحليل معظم المواد التي لزم تحليلها في العصور السابقة والأدبيات الكيميائية تزخر بكم هائل من هذه الطرق.
تقوم الطرق الكلاسيكية في التحليل على مبادئ التفاعل بين المواد ومبادئ التكافؤ الكيميائي حيث يتم التفاعل بين المادة المراد تحليلها (المحللة) مع مادة معروفة وفقاً لعلاقة كمية معروفة ليعطي ناتجاً كيميائياً معروفاً ومن خلال معرفة كمية الناتج أو ما يلزم من المادة التي تلزم للتفاعل التام مع المحللة في العينة يمكن معرفة كمية المادة المحللة. وتعتمد طرق التحليل الكلاسيكية على أجهزة وأدوات بسيطة كالأدوات الزجاجية الحجمية والميزان التحليلي وأفران التسخين.
أما التحليل الآلي فهو يتجاوز فكرة التكافؤ بين المواد إلى الاعتماد على الخصائص الفيزيائية للمحللة أو خاصية لتفاعل معروف بين المحللة ومادة أخرى معروفة ومن هنا سميت طرق التحليل الكيميائي أيضاً بالطرق الفيزيوكيميائية .
وتعتمد طرق التحليل الآلي على استخدام واسع لأجهزة متخصصة في تنفيذها كجهاز الكروماتوغراف الغازي وجهاز كروماتوغرافية السائل عالية الأداء HPLC على سبيل المثال لا الحصر. فالتحليل الآلي يعتمد اعتمادا كبيراً على الأجهزة وبدونها لا يمكن تنفيذه ولذا أطلق على هذا الصنف من التحليل بالتحليل الآلي.
وللتحليل الآلي ميزات عديدة تجعله يتفوق على التحليل الكلاسيكي فالتحليل الآلي عادة أسرع من طرق التحليل الكلاسيكي وتقنياته قابلة للأتمتة أي أن عملية التحليل برمتها يمكن جعلها قابلة للسيطرة الآلية، كما أن طرق التحليل الآلي يمكن أن تطال تراكيز متناهية في الصغر لا يمكن تحليلها بطرق التحليل الكلاسيكية بحال من الأحوال. وهذا لا يعني ان الطرق الكلاسيكية أصبحت مهجورة أو مهملة فبالرغم من المزايا المتفوقة لطرق التحليل الآلي على طرق التحليل الكلاسيكي إلا ان طرق التحليل الكلاسيكية ما زالت مستخدمة وذلك لجملة أسباب من أهمها :
1. بساطة الأدوات اللازمة لتنفيذ عملية التحليل بالطرق الكلاسيكية وانخفاض كلفتها وتوافرها في المختبرات الكيميائية.
2. قد تكون تراكيز المادة المراد تحليلها كبيرة وفي نطاق التراكيز التي يمكن تحليلها بطرق التحليل الكلاسيكي و عدد العينات المراد تحليلها قليل فلا حاجة حينئذ لطرق التحليل الآلية المتقدمة.
3. يجري اختبار صحة طرق التحليل الآلي من خلال مقارنة نتائج التحليل بنتائج تحليل طرق أخرى وقد يكون من هذه الطرق طرق التحليل الكلاسيكية .

```
ولعل أهم أسباب بقاء طرق التحليل الكلاسيكي هو بساطتها وقلة كلفتها وعدم حاجتها إلى مهارات متقدمة في إجراء عملية التحليل.
```